# Готфрид I (граф Вердена)
Готфрид I Пленник (Жоффруа I; фр. Godefroid I le Captif , нем. Gottfried der Gefangene; ок. 935/940 — 3 сентября после 998) — граф в Бидгау и Метингау c 959/960 года, граф Вердена приблизительно с 960 года, маркграф Энама и Антверпена с 969 года, граф Эно (Геннегау) в 958—998 годах, фогт монастырей Святого Хьюберта и Мусона; старший сын Гозело, графа Бидгау, и Оды Мецкой, дочери Жерара I, графа Меца, и Оды Саксонской.

## Биография
Готфрид происходил из знатного лотарингского рода Вигерихидов. Его отец, Гозело, владел графствами в Бидгау и Метингау. После его смерти в 942 году эти владения унаследовал Готфрид. Мать Готфрида, Ода, происходила из рода Матфридингов. Её отец, Жерар I, был графом Меца, а мать была сестрой короля Восточно-Франкского королевства Генриха I Птицелова.
Благодаря родству с Оттоном I, императором Священной Римской империи Готфрид, в отличие от многих других представителей лотарингской знати, сохранял лояльность императору. Благодаря этому Готфрид существенно увеличил свои владения. Император Оттон I до 960 года передал Готфриду графство Верден. Позже Готфрид получил под управление Антверпенскую и Энамскую марки. В 974 году император Оттон II передал под управление Готфрида часть бывшего графства Эно, конфискованную у Ренье IV, включая укреплённые замки Бульон и Монс. Благодаря этому он прочно утвердился в бассейнах Шельды и Мааса.
В 978 году, когда Оттон II отправился в поход в Западно-Франкское королевство, Готфрид благодаря предусмотрительности и присутствую духа спас императорскую армию во время переправы через реку Эр. Во время похода императора Оттона II в Польшу Готфрид вместе с маркграфом Валансьена Арнульфом в 979 году оборонял Камбре от короля Западно-Франкского королевства Лотаря. В 980 году Готфрид упоминается среди тех, кто послал отряды для сопровождения императора Оттона II в Италию.
После смерти Оттона II Готфрид сохранил лояльность его малолетнему сыну Оттону III. Вскоре он оказался втянут в конфликт вокруг Вердена. В 984 году при содействии архиепископа Реймса Адальберона епископом от имени Оттона III был пожалован Адальберон II, один из сыновей Готфрида. Однако это назначение не понравилось королю Западно-Франкского королевства Лотарю, который в феврале 985 года отправился с армией в Лотарингию и захватил Верден, после чего вернулся в Лан, оставив в Вердене для управления им свою жену. Но вскоре Готфрид, вступив в союз с графом Зигфридом Люксембургским, вместе с одним из сыновей Фридрихом, двоюродным братом, герцогом Верхней Лотарингии Тьерри I, а также с двумя племянниками — графом Ардена Гозелоном и его братом Бардоном, хитростью смогли захватить Верден, изгнав оттуда жену Лотаря и французский гарнизон. В ответ Лотарь опять двинул свою армию в Лотарингию и после осады в марте опять захватил Верден, пленив всех находившихся там графов, в том числе и Готфрида с сыном.
Ряд других графов король Лотарь после того, как те пошли ему на уступки, отпустил. Однако Готфрид отказался заключать какое-либо соглашение с Лотарем, предпочтя остаться в заключении. Из-за этого он вошёл в историю под прозвищем «Пленник» (фр. le Captif , нем. der Gefangene). Готфрид был отдан под охрану графа Герберта III де Вермандуа, проведя в заключении несколько лет. Только после того, как королём стал Гуго Капет, Готфрид получил свободу.
О дальнейшей жизни Готфрида известно мало. Рихер Реймский сообщает о том, что Готфрид в 995 году участвовал в церковном соборе, состоявшемся в Музоне. Хроника Альберика де Труа-Фонтенэ упоминает в 998 году графа Готфрида, когда граф Ренье IV захватил у него замок Монс. Но точно не известно, относится это известие к Готфриду I или к его сыну, Готфриду II.
Согласно некрологу монастыря Сен-Ванн в Вердене Готфрид умер 3 сентября. Наследовал ему старший сын, Готфрид II.

## Брак и дети
Жена: с ок. 963 Матильда Саксонская (ок. 942 — 25 мая 1008), дочь Германа Билунга, герцога Саксонии, и Оды, вдова Бодуэна III, графа Фландрии. Дети:
- Готфрид I (ум. 1023), граф Вердена (Готфрид II) 1002—1012, герцог Нижней Лотарингии с 1012
- Фридрих (ум. 1022), граф Вердена с 1012
- Герман (ум. 1029), граф Вердена с 1022, маркграф Энама
- Адальберон II (ум. 989), епископ Вердена 984—988
- Гозело I (ок.970 — 1044), герцог Нижней Лотарингии с 1023, герцог Верхней Лотарингии с 1033
- Ирменгарда (ум. 1042); муж: Оттон фон Хаммерштейн, граф в Веттергау
- дочь; муж: Годизо, граф Аспельта
- Ирментруда; муж: Арнольд де Руминьи (ум. 1010), сеньор де Флоренн.

Согласно Europäische Stammtafeln, дочерью Готфрида I была также Герберга, жена Фольмара IV, графа в Блисгау.